# Йовіта Вжесєнь
Йовіта Вжесєнь (8 грудня 1993 , Бендзин, Катовицьке воєводство ) — польська борчиня вільного стилю, призерка чемпіонатів світу та Європи.

## Спортивні результати на міжнародних змаганнях

### Виступи на Олімпіадах
| Змагання                    | Збірна | Вагова категорія          | Місце |
| --------------------------- | ------ | ------------------------- | ----- |
| Літні Олімпійські ігри 2020 | Польща | жіноча боротьба, до 57 кг | 16    |

### Виступи на Чемпіонатах світу
| Змагання                        | Збірна | Вагова категорія          | Місце  |
| ------------------------------- | ------ | ------------------------- | ------ |
| Чемпіонат світу з боротьби 2017 | Польща | жіноча боротьба, до 58 кг | 19     |
| Чемпіонат світу з боротьби 2018 | Польща | жіноча боротьба, до 57 кг | 24     |
| Чемпіонат світу з боротьби 2019 | Польща | жіноча боротьба, до 57 кг | 5      |
| Чемпіонат світу з боротьби 2021 | Польща | жіноча боротьба, до 59 кг | 12     |
| Чемпіонат світу з боротьби 2022 | Польща | жіноча боротьба, до 59 кг | Бронза |

### Виступи на Чемпіонатах Європи
| Змагання                         | Збірна | Вагова категорія          | Місце  |
| -------------------------------- | ------ | ------------------------- | ------ |
| Чемпіонат Європи з боротьби 2016 | Польща | жіноча боротьба, до 60 кг | 7      |
| Чемпіонат Європи з боротьби 2018 | Польща | жіноча боротьба, до 57 кг | 8      |
| Чемпіонат Європи з боротьби 2019 | Польща | жіноча боротьба, до 57 кг | 20     |
| Чемпіонат Європи з боротьби 2021 | Польща | жіноча боротьба, до 59 кг | 8      |
| Чемпіонат Європи з боротьби 2022 | Польща | жіноча боротьба, до 59 кг | Срібло |

### Виступи на Європейських іграх
| Змагання              | Збірна | Вагова категорія          | Місце |
| --------------------- | ------ | ------------------------- | ----- |
| Європейські ігри 2019 | Польща | жіноча боротьба, до 57 кг | 12    |

### Виступи на інших змаганнях
| Змагання                                         | Збірна | Вагова категорія          | Місце  |
| ------------------------------------------------ | ------ | ------------------------- | ------ |
| Гран-прі Іспанії з боротьби 2013                 | Польща | жіноча боротьба, до 59 кг | 10     |
| Меморіал Вацлава Циолковського 2013              | Польща | жіноча боротьба, до 59 кг | 14     |
| Відкритий чемпіонат Польщі з боротьби 2014       | Польща | жіноча боротьба, до 60 кг | 12     |
| Flatz Open 2015                                  | Польща | жіноча боротьба, до 60 кг | Срібло |
| Flatz Open 2016                                  | Польща | жіноча боротьба, до 58 кг | Бронза |
| Гран-прі Німеччини з боротьби 2016               | Польща | жіноча боротьба, до 58 кг | 8      |
| Відкритий чемпіонат Польщі з боротьби 2016       | Польща | жіноча боротьба, до 60 кг | 5      |
| Університетський чемпіонат світу з боротьби 2016 | Польща | жіноча боротьба, до 58 кг | Срібло |
| Гран-прі Парижа з боротьби 2017                  | Польща | жіноча боротьба, до 58 кг | 10     |
| Klippan Lady Open 2017                           | Польща | жіноча боротьба, до 58 кг | 10     |
| Гран-прі Німеччини з боротьби 2017               | Польща | жіноча боротьба, до 58 кг | Бронза |
| Відкритий чемпіонат Польщі з боротьби 2017       | Польща | жіноча боротьба, до 58 кг | 10     |
| Київський Міжнародний турнір з боротьби 2018     | Польща | жіноча боротьба, до 59 кг | 5      |
| Турнір Дана Колова — Николи Петрова 2018         | Польща | жіноча боротьба, до 57 кг | 12     |
| Гран-прі Іспанії з боротьби 2018                 | Польща | жіноча боротьба, до 57 кг | 9      |
| Університетський чемпіонат світу з боротьби 2018 | Польща | жіноча боротьба, до 57 кг | 4      |
| Меморіал Іона Корнеану і Ладислава Сімона 2018   | Польща | жіноча боротьба, до 57 кг | 5      |
| Klippan Lady Open 2019                           | Польща | жіноча боротьба, до 57 кг | 9      |
| Турнір Дана Колова — Николи Петрова 2019         | Польща | жіноча боротьба, до 57 кг | 8      |
| Київський Міжнародний турнір з боротьби 2019     | Польща | жіноча боротьба, до 57 кг | 4      |
| Чемпіонат Польщі з боротьби 2020                 | Польща | жіноча боротьба, до 59 кг | Золото |
| Відкритий чемпіонат Польщі з боротьби 2020       | Польща | жіноча боротьба, до 57 кг | Бронза |
| Київський Міжнародний турнір з боротьби 2021     | Польща | жіноча боротьба, до 57 кг | 5      |
| Відкритий чемпіонат Польщі з боротьби 2021       | Польща | жіноча боротьба, до 57 кг | Бронза |
| Турнір Яшара Догу 2022                           | Польща | жіноча боротьба, до 59 кг | Бронза |
| Турнір Маттео Пелліцоне 2022                     | Польща | жіноча боротьба, до 59 кг | Срібло |
| Гран-прі Іспанії з боротьби 2022                 | Польща | жіноча боротьба, до 59 кг | Срібло |

### Виступи на змаганнях молодших вікових груп
| Змагання                                      | Збірна | Вагова категорія          | Місце |
| --------------------------------------------- | ------ | ------------------------- | ----- |
| Чемпіонат Європи з боротьби серед молоді 2015 | Польща | жіноча боротьба, до 60 кг | 10    |